# Peter Hadfield
Peter Hadfield, född 21 januari 1955, är en australisk friidrottare. Han deltog vid olympiska sommarspelen 1980 och olympiska sommarspelen 1984.